# Dol (Stari Grad)
Dol falu Horvátországban, Split-Dalmácia megyében. Közigazgatásilag Stari Gradhoz tartozik.Lakosainak száma 305 fő (2021. augusztus 31.).

## Fekvése
Splittől légvonalban 40 km-re délre, Stari Grad városától légvonalban 2, közúton 3 km-re délkeletre, a Hvar-sziget nyugati részén két völgyben fekszik. A két völgyet egy magaslat választja el egymástól, melynek tetején a Szent Mihály-plébániatemplom áll. A keleti völgyben a Szent Anna-, a nyugati völgyben a Szűz Mária-templom található.

## Története
A régészeti leletek szerint Dol a sziget legősibb települései közé tartozik. Ezt igazolja a Purkin kuk hegyen található illír eredetű erődítmény maradványa, valamint a településtől északra fekvő Kupinovik nevű helyen található 1. századi római villagazdaság (villa rustica) romja. A horvátok ősei a 8. században érkeztek erre a vidékre. A 11. században a neretvánok területeivel együtt a középkori Horvát Királyság részét képezte, ekkor épült a Vrbanj felé vezető út mellett álló kis Szent Dujam-templom is. Ezután felváltva hol a horvát-magyar királyok, hol a bizánci császárok, hol a velenceiek uralma alatt volt. A középkorban is folyamatosan lakott volt. Szent Anna tiszteletére szentelt templomát már 1226-ban említik, de a Szűz Mária-templom is 14. századi építmény. 1420-ban Dalmáciával együtt több évszázadra velencei fennhatóság alá került. A velencei uralomnak 1797-ben vége szakadt és osztrák csapatok vonultak be Dalmáciába. 1806-ban a sziget az osztrákokat legyőző franciák uralma alá került, de I. Napóleon francia császár lipcsei veresége után újra az osztrákoké lett. 1857-ben 492, 1910-ben 844 lakosa volt. A település 1918-ban az új szerb–horvát–szlovén állam, majd később Jugoszlávia része lett. A második világháború után a szocialista Jugoszláviához került. 1991-től a független Horvátország része. 2011-ben 311 lakosa volt.

## Népesség
| Lakosság változása | Lakosság változása | Lakosság változása | Lakosság változása | Lakosság változása | Lakosság változása | Lakosság változása | Lakosság változása | Lakosság változása | Lakosság változása | Lakosság változása | Lakosság változása | Lakosság változása | Lakosság változása | Lakosság változása | Lakosság változása |
| ------------------ | ------------------ | ------------------ | ------------------ | ------------------ | ------------------ | ------------------ | ------------------ | ------------------ | ------------------ | ------------------ | ------------------ | ------------------ | ------------------ | ------------------ | ------------------ |
| 1857               | 1869               | 1880               | 1890               | 1900               | 1910               | 1921               | 1931               | 1948               | 1953               | 1961               | 1971               | 1981               | 1991               | 2001               | 2011               |
| 492                | 570                | 698                | 895                | 942                | 844                | 844                | 798                | 666                | 643                | 613                | 497                | 439                | 396                | 348                | 311                |

## Nevezetességei
- A falu feletti Purkin kuk nevű hegyen található a sziget legnagyobb méretű ókori halomsírja. Ezen a helyen már a 19. században végzett feltárást Šime Ljubić, majd 1978-ban és 1979-ben a hvari születésű Marin Zaninović. A nyugati oldalon hatalmas kőtömbökből rakott falakat talált, amelyek eredetileg a halomsírhoz tartozhattak. Később a görögök szárazon rakott falakból valószínűleg kisebb templomot és egy erődítményt építettek ide. A feltárások során azonban a hatalmas tömbökből rakott falak valódi funkcióját még nem sikerült tisztázni.
- A falutól északra, a Stari Gradból Jelsára vezető út mellett a Kupinovik nevű helyen az 1. század végéről, vagy a 2. század elejéről származó római villagazdaság maradványait tárták fel. A négyszög alaprajzú épületegyüttest ókori halomsírok övezik. A feltárások során két olajprés, malom, olajtároló medence, mozaik töredékek, valamint Domitianus, Traianus és Marcus Aurelius császárok pénzei kerültek elő. Egy, a préshez másodlagosan felhasznált feliratos római kőgerendát is találtak, mely a felirata alapján sírépítmény architrávja lehetett. A gazdaság egészen a késő ókorig fennállt, ekkor azonban az égési nyomok alapján, vélhetőleg tűzben pusztult el.
- A Vrbanj felé vezető régi út mellett találhatók a 11. századi Szent Dujam-templom maradványai.
- Mihály arkangyal tiszteletére szentelt római katolikus plébániatemploma[4] a település részeit elválasztó magaslaton áll. Már a 13. században állt ezen a helyen egy templom, amelynek patrónusa egy Gazzari nevű patrícius volt. A mai templom elődjét a 14. században említik, de ebből az első templomból mára semmi sem maradt. Az 1700 körül épített régi templomot pedig 1905-ben bontották le. A mai templom 1910-ben épült, Ćiril Iveković tervei szerint. Nagyméretű, háromhajós épület félköríves apszissal, homlokzata előtt karcsú harangtoronnyal. A torony felső részét három biforámás ablak tagolja, felül gúlában végződik. A lebontott régi templomból maradt fenn a Szent Mihály-oltár, az 1598-ból származó oltárképpel, Martin Benetović festőművész munkájával. A templomban ezen kívül még három értékes 16. századi kép található, melyek olasz festőművészek alkotásai.
- A település keleti völgyében található a Szent Anna-templom[5] már 1226-ban szerepel írott forrásban egy szerződéssel kapcsolatban. Legrégibb része egy román stílusú egyhajós épület volt, félköríves apszissal. A 16. században már romos volt, de a 17. században a Szent Borbála testvériség felújította és bővítette. Ekkor Szent Borbála tiszteletére szentelték fel. Mai formáját a 20. század elején nyerte el, amikor északi részéhez sekrestyét építettek. Bejárata felett kis rozetta, felül pedig pengefalú harangtorony látható. Egykor kőlapok fedték, ezek mára csak az apszison maradtak meg. körülötte középkori temető található.
- Szűz Mária tiszteletére szentelt temploma[6] a település nyugati völgyében áll. Ezt a településrészt a templomról Dol sv. Marijének nevezik. A templom egykor Szent Péter tiszteletére volt felszentelve. Első említése a 14. században történt. Eredetileg egyhajós épület volt négyszögletes apszissal. 1621-ben előre bővítették. A 18. századig a homlokzata felett kis harangtorony állt, ekkor a mai különálló harangtoronyra cserélték fel. A déli oldalon található mellékbejáratra az 1776-os évszám, a megújítás éve van bevésve. Egy oltára van, mely Ivan Rednić alkotása. Rajta a Szűzanya képe ismeretlen toszkánai festőművész 15. századi műve látható. Az apszis kovácsoltvas rácsán az 1767-es évszámot lehet látni.
- A település bejáratánál áll a Szent Rókus-kápolna. Középkori eredetű, apszis nélküli, négyszögletes alaprajzú épület. Homlokzata felett kis, harang nélküli harangépítmény áll. Belül egyszerű, kőből épített oltár látható, falfülkéjében Szent Rókus szobrával.
- A település minden év augusztusában sorra kerülő kulturális-gasztronómiai fesztiválja a „Puhijada”, amelyet 2006 óta rendeznek meg. A fesztivál keretében művészeti kiállítások, könyvbemutatók, színházi előadások, borverseny és értékesítés, zenei programok, utcabál stb. kerülnek megrendezésre.

## Híres emberek
- Jordan Kuničić, domonkos szerzetes, teológus, író
- Renco Posinković, vízilabdázó (kapus)
- Verka Škurla-Ilijić, író, publicista
- Ivica Šurjak, válogatott labdarúgó

## Galéria
- Erődfalak a Purkin kukon
- A kupinoviki villa rustica romjai
- A Szent Mihály-plébániatemplom
- A Szent Anna-templom
- A Szűz Mária-templom
- A Szent Rókus-kápolna

## Fordítás
Ez a szócikk részben vagy egészben  a   Dol (Stari Grad) című horvát Wikipédia-szócikk ezen változatának fordításán alapul.  Az eredeti cikk szerkesztőit annak laptörténete sorolja fel. Ez a jelzés csupán a megfogalmazás eredetét és a szerzői jogokat jelzi, nem szolgál a cikkben szereplő információk forrásmegjelöléseként.